# Wojciech Szamocki
Wojciech Szamocki (ur. ok. 1713, zm. 9/10 września 1778 w Siedmiorogowie) — chorąży warszawski, poseł na sejm.

## Życiorys
Urodził się około 1713 w rodzinie Piotra z Szamot i jego żony Teresy z domu Rusiecka, miał trzech braci: Michała, Anzelma, Mikołaja oraz siostrę Franciszkę.
W 1764 podpisał akt elekcyjny Stanisława Augusta Poniatowskiego jako poseł ziemi warszawskiej. W tym czasie był również podstolim warszawskim, sędzią marszałkowskim koronnym oraz deputatem sądu kapturowego generalnego.
W 1772 jest stolnikiem warszawskim, zaś w 1775 chorążym warszawskim i delegatem na Konfederację Generalną Warszawską roku 1773.
W 1775 został wyznaczony sędzią w Sądzie Sejmowym.
Wojciech Szamocki był dziedzicem Siedmiorogowa, Cielmic i Bruczkowa. W 1775 Sejm Ekstraordynaryjny Warszawski podjął decyzję aby na okres 50 lat udzielić Szamockiemu dzierżawy na dobra Ożarów wraz z wójtostwem oraz wsie Królewskie Brudno, Marki i Grodzisko. Po kasacie zakonu Jezuitów nabył Białołękę.
Zmarł bezdzietnie 9 lub 10 września 1778 w Siedmiorogowie, spadkobiercą został jego bratanek Antoni Szamocki.